# Theophilus Dönges

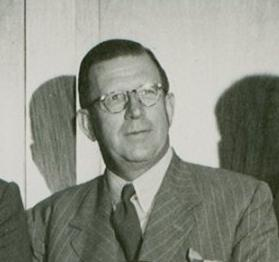
Theophilus Dönges (1948)

Theophilus Ebenhaezer Dönges (Klerksdorp (Transvaal), 8 maart 1898 - Kaapstad, 10 januari 1968) was een van de leiders van Zuid-Afrika ten tijde van de apartheid.
Dr. Dönges, zoon van een dominee, studeerde rechten aan de Universiteit van Stellenbosch, was journalist, adviseerde de Kaapprovincie en was daar leider van de Nasionale Party.
Vanaf 1941 zat hij voor die partij in het parlement, en toen de NP in 1948 de verkiezingen won, werd hij minister van binnenlandse zaken.
Toen premier Johannes Strijdom in 1958 plotseling stierf, was Dönges een van de drie kandidaten voor de opvolging. Van de drie was hij de meest gematigde, en daarom genoot hij de steun van het bedrijfsleven, dat weinig ophad met de scherpslijpers Hendrik Verwoerd en Charles Swart. Tot verrassing van velen won Verwoerd; Dönges kreeg in diens kabinet de portefeuille van financiën die hij behield tot 1967. In september 1966 trad hij ook kort op als interim-premier na de moord op Verwoerd.
Op 28 februari 1967 werd hij door het parlement gekozen tot opvolger van president Swart.
Op 11 mei, drie weken vóór zijn installatie, werd Dönges echter getroffen door een beroerte. In zijn plaats werd de senaatsvoorzitter Jozua Naudé op 1 juni beëdigd als waarnemend staatshoofd. Op 6 december verklaarde het Hooggerechtshof het ambt vacant, opdat een nieuwe president kon worden gekozen.
Staatspresidenten: Charles Robberts Swart · Theophilus Dönges · Jozua François Naudé (a.i.) · Jacobus Johannes Fouché · Johannes de Klerk (a.i.) · Nicolaas Johannes Diederichs · Marais Viljoen (a.i.) · Balthazar Johannes Vorster · Marais Viljoen · Pieter Willem Botha · Jan Christian Heunis (a.i.) · Frederik Willem de Klerk
Presidenten: Nelson Mandela · Thabo Mbeki · Kgalema Motlanthe · Jacob Zuma · Cyril Ramaphosa
Louis Botha · Jan Christian Smuts · James Barry Munnik Hertzog · Jan Christian Smuts · Daniël François Malan · Nicolaas Havenga (a.i.) · Johannes Strijdom · Charles Robberts Swart (a.i.) · Hendrik Verwoerd · Theophilus Dönges (a.i.) · Balthazar Johannes Vorster · Pieter Willem Botha
- Gemeinsame Normdatei: 123490669
- International Standard Name Identifier: 0000 0000 8396 2133
- Library of Congress Control Number: n85264312
- Nationale Bibliotheek van Israël: 987008595185705171
- Virtual International Authority File: 77223485
- WorldCat: E39PBJwMwycxc6wFDcy7x4hrbd